# Marie Hammarström
Ingegerd Marie Hammarström (Glanshammar, Suecia; 29 de marzo de 1982) es una futbolista sueca. Actualmente juega para el Kopparbergs/Göteborg FC de la Primera División Femenina de Fútbol de su país (El Damallsvenskan). Su hermana gemela Kristin Hammarström es también futbolista.

## Clubes
Sus primeros pasos en el fútbol los dio en el club local de su ciudad (Glanshammars IF). En 1999 debutó profesionalmente en el Karlslunds IF y tras un breve paso por el Umeå IK en 2005 llegó al KIF Örebro DFF. Para la temporada 2013 Hammarström firmó con el club Kopparbergs/Göteborg FC en el cual juega actualmente. Todos los clubes para los que ha jugado son suecos.

## Selección
Con la selección de Suecia participó en Alemania de la Copa Mundial Femenina de Fútbol 2011. En Alemania 2011 Hammarström participó en tres partidos y anotó el gol decisivo en la definición por el tercer puesto ante Francia. Suecia ganó el encuentro por 2 goles a 1 quedándose con el bronce. En 2012 participó en los cuatro partidos de su selección en Londres 2012 anotando en el empate (2-2) con Canadá. Actualmente es parte de su selección en la Eurocopa Femenina Suecia 2013. Hammarström anotó uno de los 4 goles con los que Suecia derrotó a Islandia y clasificó a las semifinales del torneo.